# Otto Fischer (Kreisrat)
Otto Wilhelm Heinrich Fischer (* 3. Juni 1848 in Birkenfeld; † 28. September 1906 in Darmstadt) war Kreisrat im Kreis Lauterbach des Großherzogtums Hessen.

## Familie
Seine Eltern waren Laurenz Hannibal Fischer (1784–1867), Hofrat und großherzoglich-oldenburgischer Regierungspräsident im Fürstentum Birkenfeld, später Kabinettsminister in der Regierung des Fürstentums Lippe, und Christine Friederike Caroline, geborene Fischer.
Otto Fischer heiratete 1892 Johanna Bertholdt (1862–1923) aus Frankfurt/Oder.

## Karriere
Otto Fischer studierte ab 1868 Rechtswissenschaft an der Universität Gießen, was er mit der Promotion zum Dr. jur. abschloss. Ab 1870 hatte er eine Stelle als Regierungsakzessist. 1877 erhielt er eine besoldete Stelle als Assessor zunächst beim Kreis Alzey, ab 1888 als Amtmann beim Kreis Offenbach. 1890 erfolgte seine Ernennung zum Kreisrat des Kreises Lauterbach. 1897 wechselte er als Oberrechnungsrat nach Darmstadt.

## Ehrungen
- 1891 Preußischer Kronenorden III. Klasse[1]
- 1898 Ritterkreuz I. Klasse des Verdienstordens Philipps des Großmütigen[1]
- 1901 Geheimer Oberrechnungsrat[1]